# Hydraecia hucherardi
Hydraecia hucherardi là một loài bướm đêm trong họ Noctuidae.